# Christelle Guignard
Christelle Guignard, francoska alpska smučarka, * 27. september 1962, Les Deux Alpes, Francija.
V treh nastopih na olimpijskih igrah je najboljšo uvrstitev dosegla leta 1988, ko je bila deseta v veleslalomu. Na svetovnih prvenstvih je nastopila štirikrat in leta 1985 osvojila srebrno medaljo v slalomu. V svetovnem pokalu je tekmovala dvanajst sezon med letoma 1983 in 1992. Osvojila je dve zmagi in še eno uvrstitev na stopničke, vse v slalomu. V skupnem seštevku svetovnega pokala je bila najvišje na štirinajstem mestu leta 1985.